# Max Panavo
Max Panavo, também conhecido como Maxuel Vukapanavo (nascido: Maxuel Ribeiro Gomes; 28 de abril de 1991, Campinas, São Paulo - 21 de fevereiro de 2024, Avdiivka, RPD, Rússia), foi um ex-policial militar e ex-mercenário brasileiro. Ficou conhecido nas redes sociais por compartilhar vídeos do conflito na Ucrânia no TikTok e Instagram.

## Carreira militar
Ingressou na Polícia Militar de São Paulo em 2010, servindo na cidade de São Paulo, na 4ª Companhia do 22º BPM/M (Batalhão de Polícia Militar Metropolitano). Pediu baixa da  corporação em 2019, por ter sido responsável pela morte de seu próprio irmão, Hudson Ribeiro, que supostamente abusava de Panavo.
Após o crime, ele permaneceu sob prisão temporária até ser liberado provisoriamente, oportunidade que aproveitou para fugir do país. Em 2022 se alistou nas tropas ucranianas em meio a esse contexto de fuga e busca por novos rumos, tendo ouvido o apelo do presidente da Ucrânia, Vladimir Zelenski, por mercenários estrangeiros, por ocasião da Operação Militar Especial na Ucrânia.

## Morte
Em novembro de 2023 circulou uma notícia falsa da sua morte. Na ocasião ele chegou a ser gravemente ferido pela artilharia russa, mas sobreviveu. Foi internado e teve que passar por uma série de cirurgias para tirar os estilhaços do corpo.
Em 21 de fevereiro de 2024 teve sua a morte confirmada pelas forças ucranianas, vítima de um ataque russo com drone kamikaze na localidade de Adviivka, na região do Donbas.